# Tisk na požádání
Tisk na požádání (překlad anglického print on demand) je termín, který se využívá zejména ve spojení s knižním trhem. Znamená, že při tisku dané věci (typicky knihy) má již jasného kupce. Díky zkrácení doby tisku i na jediný den lze po objednání knihy klientem zakázku vyhotovit a zaslat v průměru během dvou dní. Klient tak ani nemusí poznat, že kniha nebyla skladem.
Tisk na požádání přináší výhody zejména u publikací, které nejsou často poptávané: distributoři nemusejí držet skladem tisíce titulů a v případě zájmu publikaci digitálně dotisknou. Výrobní náklady na jeden výtisk sice mohou být vyšší než při ofsetovém tisku, ale snižuje se riziko vydavatele z neprodaného nákladu, skladovací a velkoobchodní výdaje. Výsledná cena knihy může být i nižší, než při klasické distribuci.

## Potisk předmětů na požádání
V dnešní době se také rozrůstají weby, které umožňují potisk různých předmětů (hrnky, trika, samolepky, tašky) originální grafikou, kterou na web nahrají její uživatelé, většinou umělci. Potenciální zákazník vidí na webu pouze náhledy předmětů (mock-upy) a print-on-demand firma zajistí veškerou práci ohledně zhotovení, prodeje i distribuce. Tvůrce potom od firmy dostane určitá procenta z prodeje, na základě toho, jakou si stanoví marži (u některých webů je ovšem fixní).